# 不変資本
不変資本（ふへんしほん、constant capital, 独 konstantes Kapital）は、マルクス経済学における資本の分類の一つであり、生産手段（工場設備・工作機械など）や原材料の購買にあてられた資本を指す概念。
生産過程の前後でそれ自体の価値の大きさを変えずに新しい生産物に価値を移転する資本のこと。道具、機械、原料など。労働力商品の購入費用をこえて新たな価値（剰余価値）を生み出す可変資本に対し、生産手段購入にあてられる不変資本は、その価値を大きさを変えずに生産物に移転させるだけであり、価値量は増えないのでこの名がある。一般にはconstant capitalの頭文字をとって「C」と表記される。